# George Clausen
George Clausen (ur. 18 kwietnia 1852 w Londynie, zm. 22 listopada 1944 tamże) – brytyjski malarz i grafik. Malował obrazy olejne i akwarele, tworzył akwaforty, mezzotinty i litografie. Członek stowarzyszony Royal Academy of Arts od 1895 r., pełne członkostwo uzyskał w 1905. 
W latach 1867–73 studiował w Royal College of Art. Pod koniec lat 70. przebywał w Holandii i Paryżu, gdzie znalazł się pod wpływem twórczości Julesa Bastien-Lepage`a i uprawiał początkowo malarstwo plenerowe. Stopniowo wypracował własny styl, który był rozwinięciem technik impresjonistycznych. Malował sceny wiejskie obrazujące życie prostych wieśniaków, często jego prace porównywano z dziełami Milleta. W 1904 został profesorem malarstwa w Akademii, opublikował też swoje wykłady dla studentów. W czasie I wojny światowej był zatrudniony jako oficjalny artysta wojenny i wykonał kilka dzieł alegorycznych. W 1927 otrzymał tytuł szlachecki. Zmarł w 1944 w wieku 92 lat.
Liczne prace Clausena są rozproszone w muzeach i galeriach na całym świecie m.in. w Tate Britain, Ashmolean Museum, Art Institute of Chicago i National Museum of Australia (Canberra).

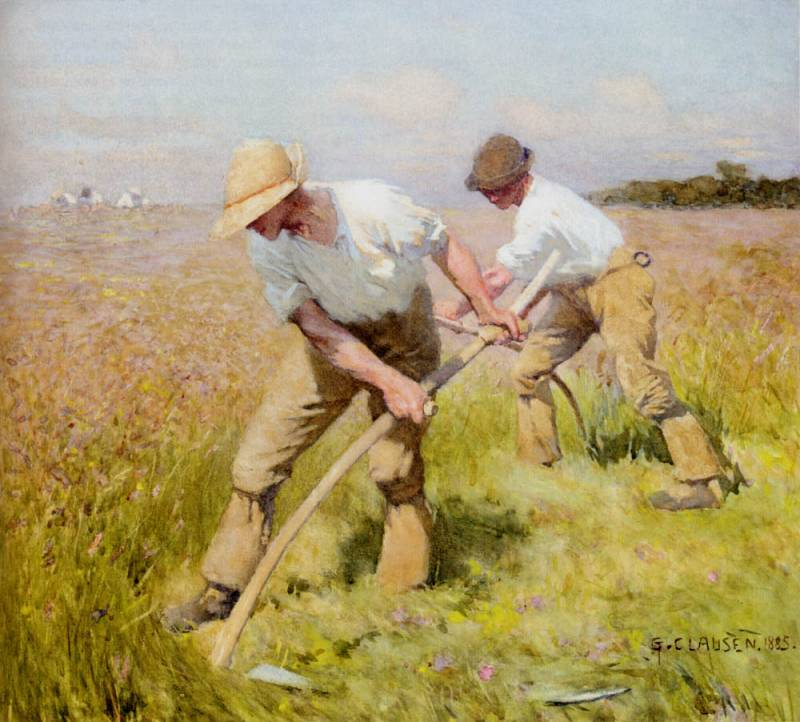
Kosiarze, 1885
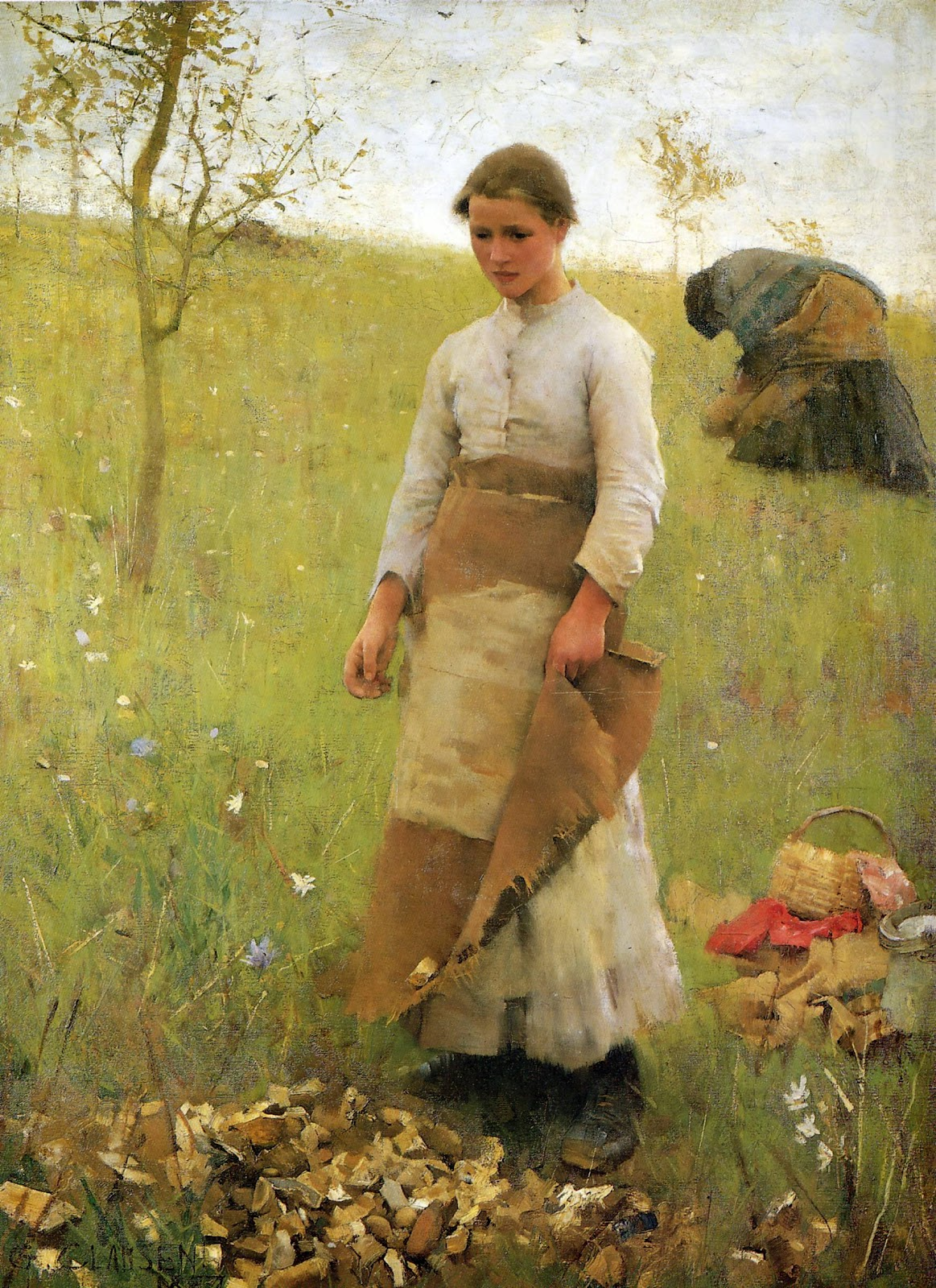
Zbieracze kamieni, 1887
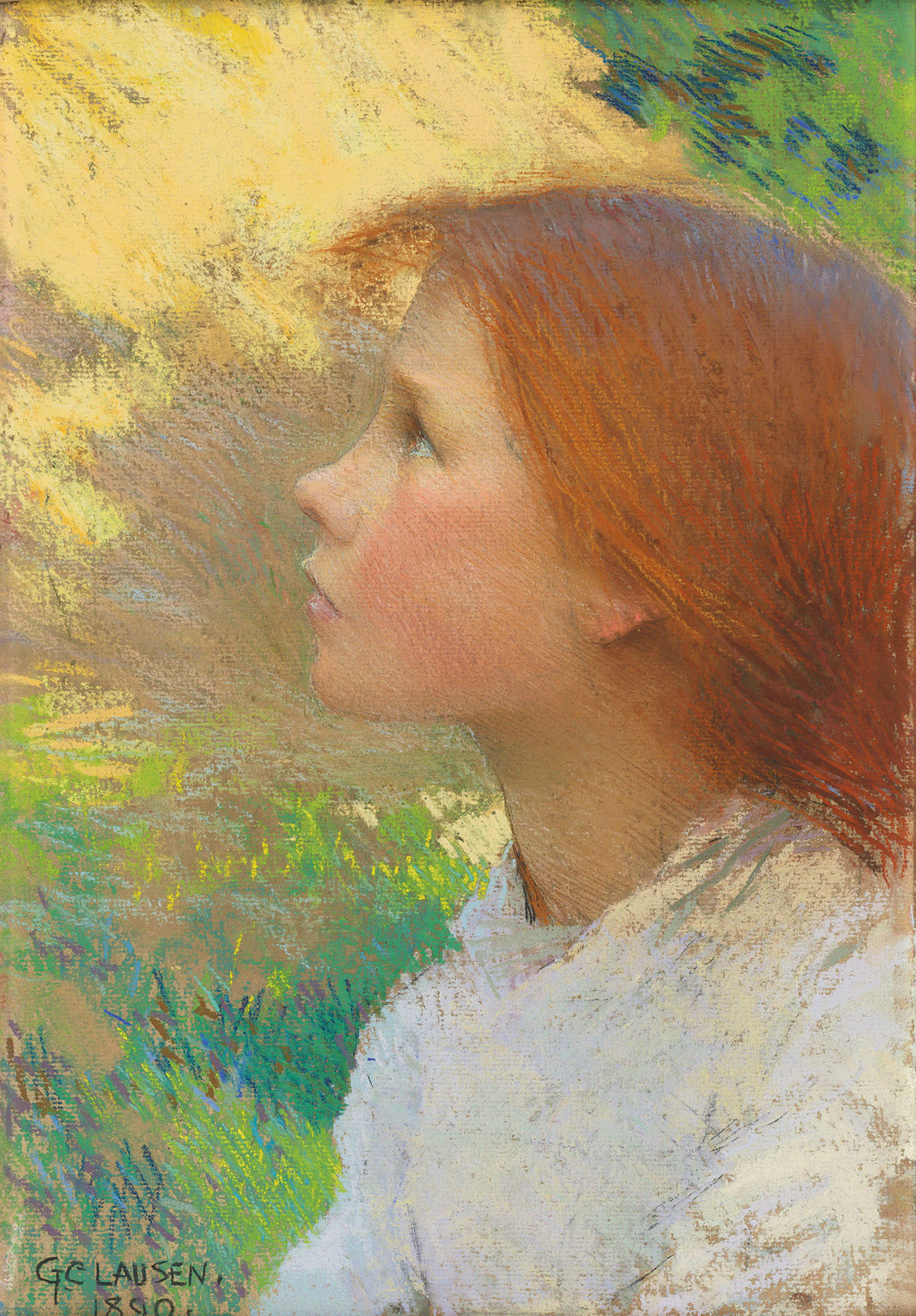
Głowa dziewczynki, 1890
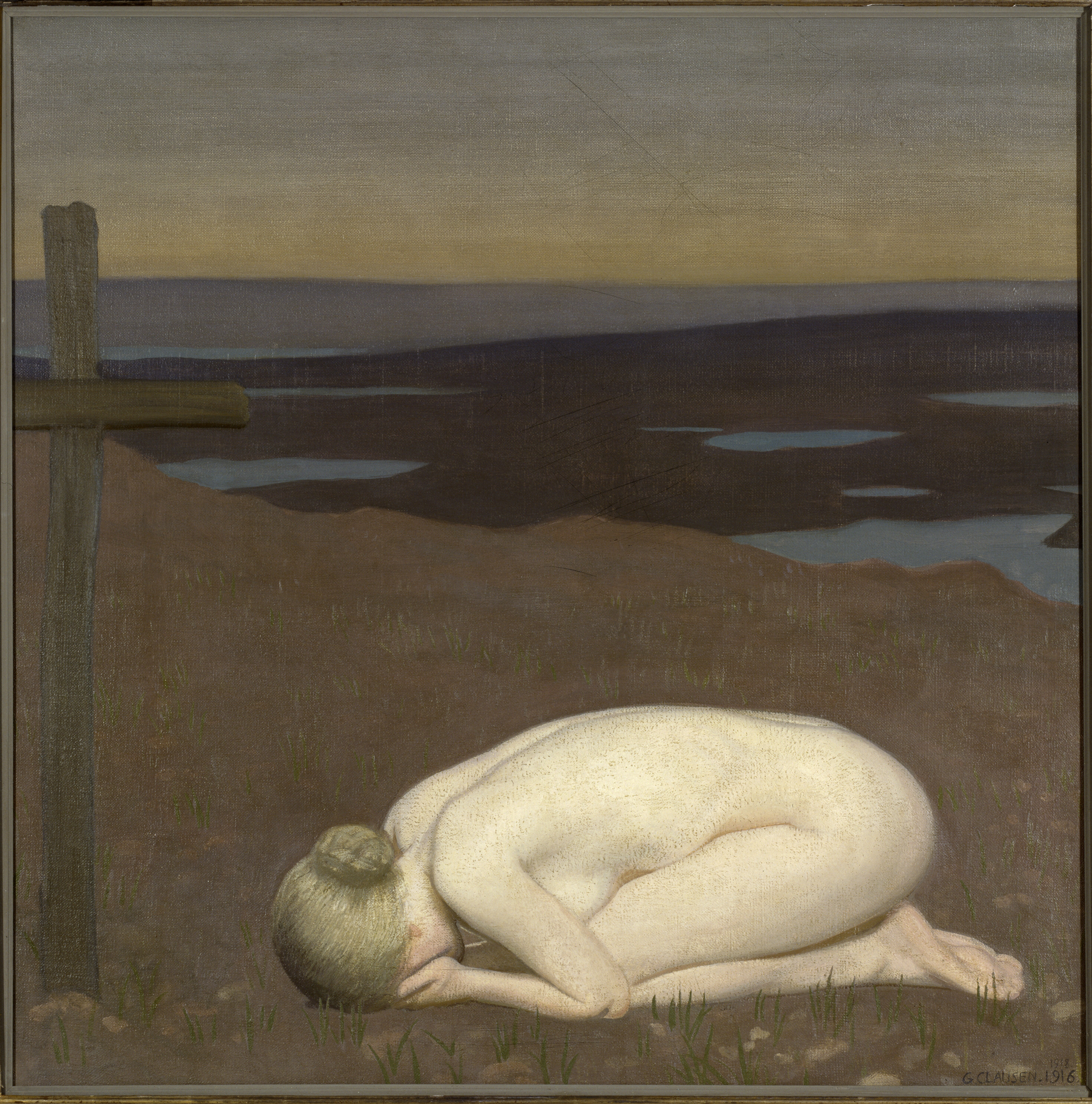
Youth Mourning, 1916